# Kłopoty z Harrym

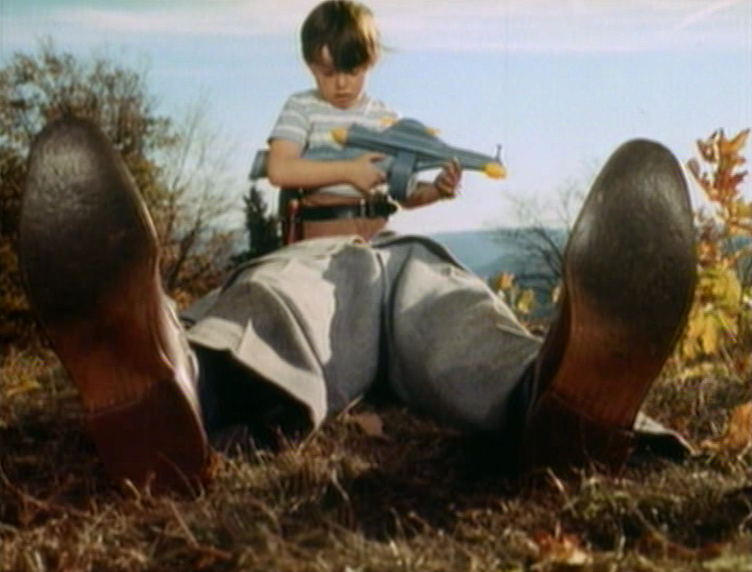
Scena z filmu

Kłopoty z Harrym (ang. The Trouble with Harry) – amerykańska komedia kryminalna z 1955 roku w reżyserii Alfreda Hitchcocka, na podstawie powieści Jacka Trevora Story'ego. Była to jedyna czarna komedia w twórczości mistrza suspensu. Film stanowił również ekranowy debiut aktorki Shirley MacLaine.

## Opis fabuły
Tytułowy Harry jest obcym w małej amerykańskiej mieścinie, co więcej jest trupem. Co gorsza kilka osób, dzięki niezwykłemu splotowi wydarzeń, uważa, że jest odpowiedzialna za śmierć Harry'ego. Rozpoczyna się zabawna historia zakopywania, odkopywania, ukrywania i przenoszenia zwłok Harry'ego – stróż prawa próbuje rozwikłać zagadkę, która okazuje się mieć ciekawe rozwiązanie.

## Obsada
- John Forsythe – Sam Marlowe
- Shirley MacLaine – Jennifer Rogers
- Edmund Gwenn – kpt Albert Wiles
- Mildred Natwick – panna Ivy Gravely
- Royal Dano – szeryf Calvin Wiggs

## Nagrody
- 1957: nominacja – BAFTA. Najlepszy film z jakiegokolwiek źródła.
- 1957: nominacja – BAFTA. Najlepsza aktorka zagraniczna, Shirley MacLaine
- 1957:	nominacja – Amerykańska Gildia Reżyserów Filmowych (DGA). Najlepsze osiągnięcie reżyserskie w filmie fabularnym, Alfred Hitchcock